# Windeby I

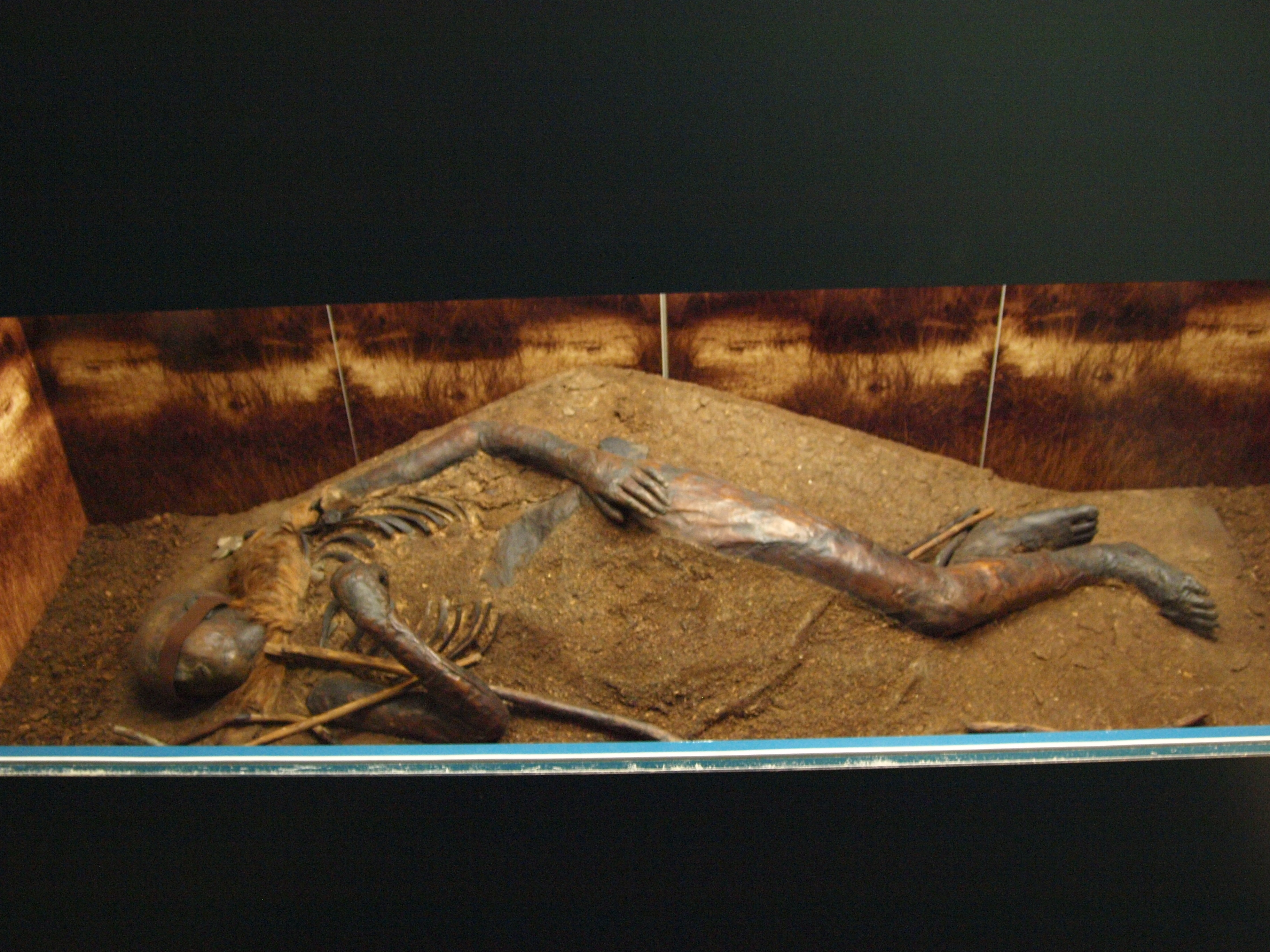
Windeby I.

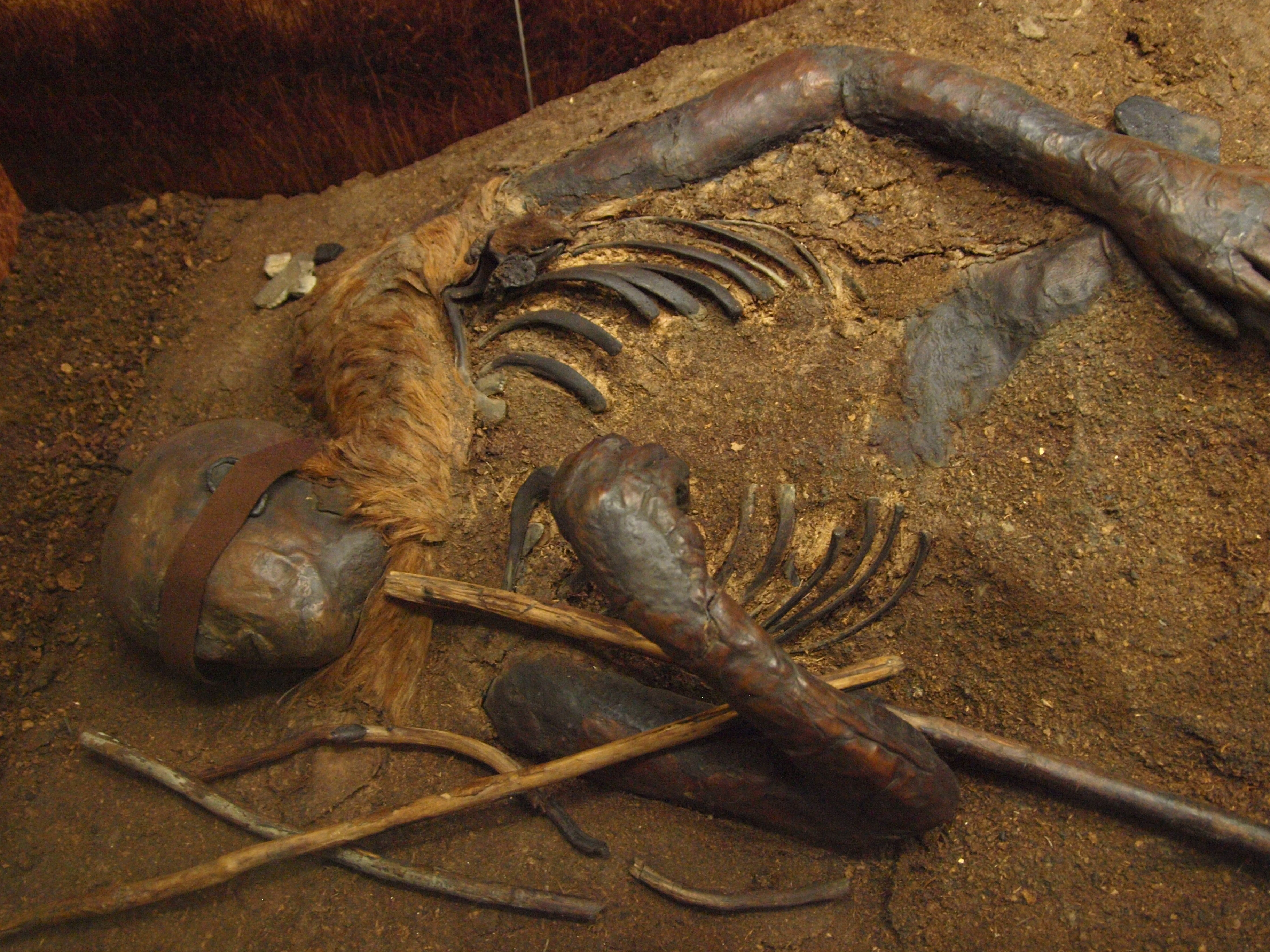
Windeby I.

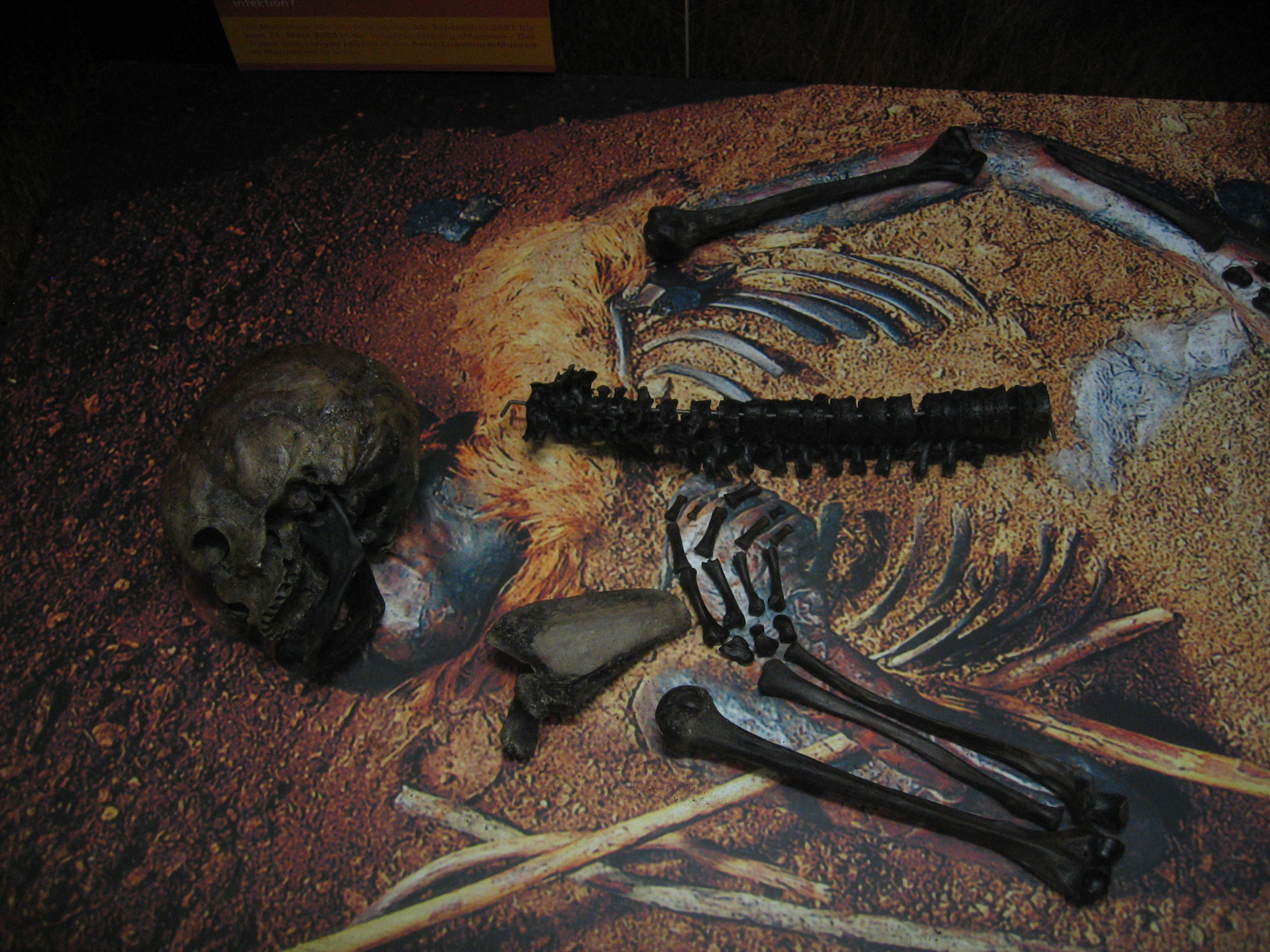
Windeby I.

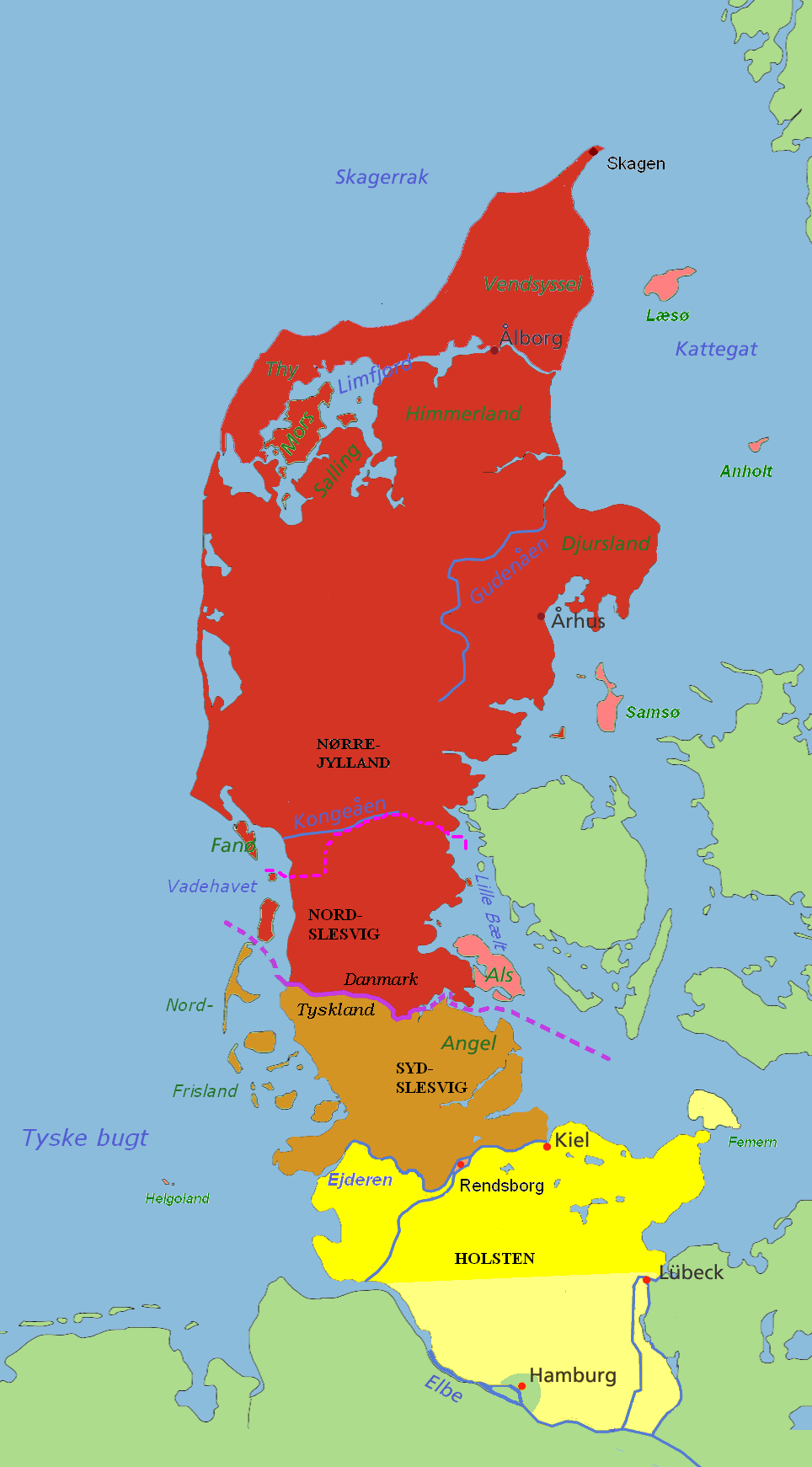
Península de Jutlandia, lugar onde se achou a momia.

Windeby I é o nome atribuído a um cadáver mumificado de um jovem que foi encontrado em Windeby, ao norte de Alemanha, em 1952 e que data aproximadamente do Século I d.C., entre os anos 40 e 118, em plena Idade do Ferro.

## Descoberta
O corpo foi descoberto em 1952 por alguns trabalhadores nos arredores da pequena localidade de Windeby, na região de Jutlândia do Sul no norte de Alemanha, quando se dispunham a extrair material de uma turbera.

## Características
O corpo apresentou mumificação natural devido as condições do pântano, a causa da morte foi estrangulamento, no que poderia se considerar uma oferenda ou um castigo provocado por um possível adultério. Tinha 16 anos aproximadamente, e o corpo estava coberto por ramos e tinha um ramo de bétula no braço direito, uma fita de lã tampando-lhe os olhos e uma capa de couro com peles incorporadas.

## Conservação
O corpo encontrou-se num bom estado de conservação por causa da proteção natural que lhe outorgou o fato de ter ficado enterrado dentro de uma turbera, ainda que no momento do achado os trabalhadores cortaram acidentalmente um pé, uma mão e as pernas da múmia com suas pás.
O corpo encontra-se no Museu de Schloss Gottorf em Schleswig, (Alemanha).

## Investigações recentes
Ainda que originalmente tenha sido chamado menina de Windeby ao crê-lo feminino por seu complexão delgada, estudos recentes junto com provas preliminares de DNA revelaram que a múmia foi um rapaz. O cabelo, que ao princípio se acreditava tivesse sido raspado para assinalar à jovem como adúltera, talvez tenha sido arrancado pelas paletas dos arqueólogos. A tira de teia que rodeia o rosto, inicialmente interpretada como mordaça ou venda de olhos utilizada durante a tortura, se considera agora nada mais que um elemento para cobrir os olhos do cadáver ou em outra interpretação, só uma diadema para o tocado do cabelo, a qual com o passo do tempo se lhe deslizou até chegar aos olhos. Está vestido com uma capa de couro forrada com peles. As análises mais minuciosas de 2007 confirmaram que sofreu de má saúde e ao momento do deceso estava desnutrido. Windeby II, o corpo encontrado pouco depois a 15 metros do jovem, que correspondia a um varão de 20 a 30 anos estrangulado com uma vara de avelã e também coberto com ramos de abedul, que se acreditava o amante também justiçado da adúltera, em realidade tinha sido depositado no pântano entre 380 e 185 a.C., um par de séculos antes.